# NGC 7049
NGC 7049 è una galassia nella costellazione australe dell'Indiano.
È una galassia di classe S0, ossia una ellittica lenticolare, molto compressa ai poli; si può individuare con un telescopio rifrattore di 120mm, dove appare come una macchia chiara brillante, ma priva di dettagli. Anche ad aperture superiori l'oggetto resta simile, apparendo come una chiazza chiara debolmente allungata in senso nord-sud. Le sue dimensioni sono maggiori di quelle della Via Lattea, dalla quale dista quasi 100 milioni di anni-luce.